# Melinda brachyphalla
Melinda brachyphalla este o specie de muște din genul Melinda, familia Calliphoridae, descrisă de Feng, Chen și Fan în anul 1992.
Este endemică în Sichuan. Conform Catalogue of Life specia Melinda brachyphalla nu are subspecii cunoscute.